# Pantostomus capensis
Pantostomus capensis är en tvåvingeart som beskrevs av Hesse 1956. Pantostomus capensis ingår i släktet Pantostomus och familjen svävflugor. Inga underarter finns listade i Catalogue of Life.